# Colin W. G. Gibson
Colin William George Gibson PC QC MC VD (* 16. Februar 1891 in Hamilton, Ontario; † 3. Juli 1974) war ein kanadischer Offizier, Jurist und Politiker der Liberalen Partei Kanadas, der Minister im  16. kanadischen Kabinett von Premierminister William Lyon Mackenzie King sowie im 17. Kabinett von Premierminister Louis Saint-Laurent sowie später Beigeordneter Richter am Obersten Gericht von Ontario war.

## Leben
Gibson war der Sohn von John Morison Gibson, der unter anderem zwischen 1908 und 1914 Vizegouverneur von Ontario war. Er absolvierte nach dem Schulbesuch ein Studium der Rechtswissenschaften und nahm nach seiner anwaltlichen Zulassung eine Tätigkeit als Rechtsanwalt auf. Während des Ersten Weltkrieges leistete er zwischen 1914 und 1918 Militärdienst bei den Royal Fusiliers und war danach als Reserveoffizier eingesetzt, und zwar von 1929 bis 1934 nach seiner Beförderung zum Oberstleutnant bei der Royal Hamilton Light Infantry sowie anschließend von 1935 bis 1938 als Standortkommandant der Garnison Hamilton. Für seine militärischen Verdienste wurde er mit dem Military Cross (MC) sowie der Volunteer Officers’ Decoration (VD) ausgezeichnet.
Bei der Wahl vom 26. März 1940 wurde Gibson als Kandidat der Liberalen Partei erstmals zum Mitglied des Unterhauses gewählt und vertrat dort bis zu seinem freiwilligen Mandatsverzicht am 17. Januar 1950 fast zehn Jahre lang den in Ontario gelegenen Wahlkreis Hamilton West.
Am 8. Juli 1940 wurde er von Premierminister William Lyon Mackenzie King als Minister für nationale Einkünfte in das 16. kanadische Kabinett berufen und fungierte zugleich zwischen dem 11. Januar und dem 7. März 1945 als geschäftsführender Minister für Luftverteidigung. Nach einer Kabinettsumbildung war er vom 8. März 1945 bis zum 11. Dezember 1946 Luftverteidigungsminister und wurde danach als Staatssekretär für Kanada. Als solcher war er zugleich auch Leiter der Regierungskanzlei und bekleidete dieses Amt auch nachdem Premierminister Louis Saint-Laurent am 15. November 1948 das 17. Kabinett Kanadas gebildet hatte.
Nach einer erneuten Regierungsumbildung fungierte Gibson zuletzt vom 1. April 1949 bis zu seinem Rücktritt am 17. Januar 1950 als Minister für Bergbau und Ressourcen.
Nach seinem Ausscheiden aus Regierung und Unterhaus wurde er am 18. Januar 1950 zum Beigeordneten Richter am Obersten Gericht von Ontario ernannt.
Gibsons Sohn Colin David Gibson war von 1968 bis 1972 ebenfalls Mitglied des Unterhauses und vertrat dort den Wahlkreis Hamilton-Wentworth.